# Javier Coma Sanpere
Javier Coma Sanpere (Blanes, 1939 - Barcelona, 14 de febrer del 2017) fou un escriptor, especialista en cinema, còmic, novel·la negra i jazz i autor de diversos "diccionaris" i assajos sobre aquests gèneres. Va morir a Barcelona als 77 anys a causa d'un càncer.
El 1979 es va incorporar a la revista Totem, a la secció «Comics by Coma», i va publicar llibres sobre el gènere com «Y nos fuimos a hacer viñetas» (1981), «El ocaso de los héroes en los comics de autor» (1984) i «Els còmics tal com eren» (1984). Entre les seves obres destaquen «Diccionario de los cómics-La Edad de Oro», «Diccionario de la novela negra norteamericana», «Diccionario del cine negro», «Diccionario del western clásico», «Diccionario de films míticos», «Diccionario del cine de aventuras», «Diccionario de la caza de brujas», «Cine bélico» i «Cine y literatura», amb Juan Marsé.